# Oedomlja
Oedomlja (Russisch: Удомля) is een stad in de Russische oblast Tver. De stad ligt in het noordwesten van de oblast, op 225 kilometer van Tver. Het aantal inwoners is 28.972. Oedomlja is tevens het centrum van het gelijknamige bestuurlijke rayon.
De geschiedenis gaat terug tot 1869, toen er een nederzetting werd gebouwd bij het station Troitsa, aan spoorlijn Ventspils - Rybinsk. In het begin van de 20e eeuw was Oedomlja een belangrijk centrum voor houthandel. In 1961 kreeg Oedomlja de status van Nederzetting met stedelijk karakter, in 1981 volgde de status van stad.
Sinds 1977 is de nabijgelegen kerncentrale Kalinin in bedrijf.

## Demografie
| 1939  | 1959  | 1970  | 1979   | 1989   | 2002   | 2010   | 2015   |
| ----- | ----- | ----- | ------ | ------ | ------ | ------ | ------ |
| 1.900 | 3.000 | 5.142 | 12.079 | 30.751 | 31.961 | 31.061 | 28.972 |

## Galerij

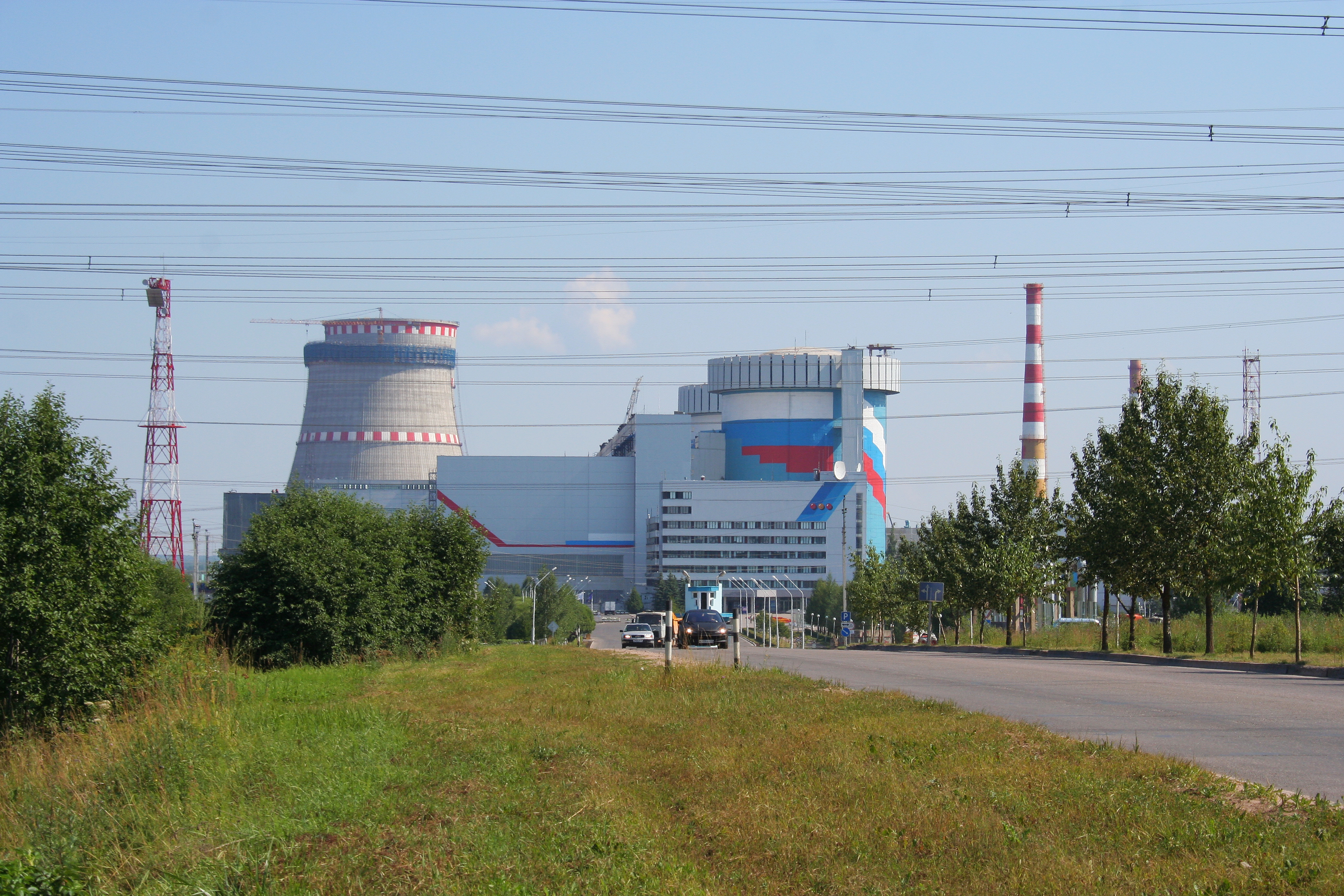
Hoofdingang van Kerncentrale Kalinin
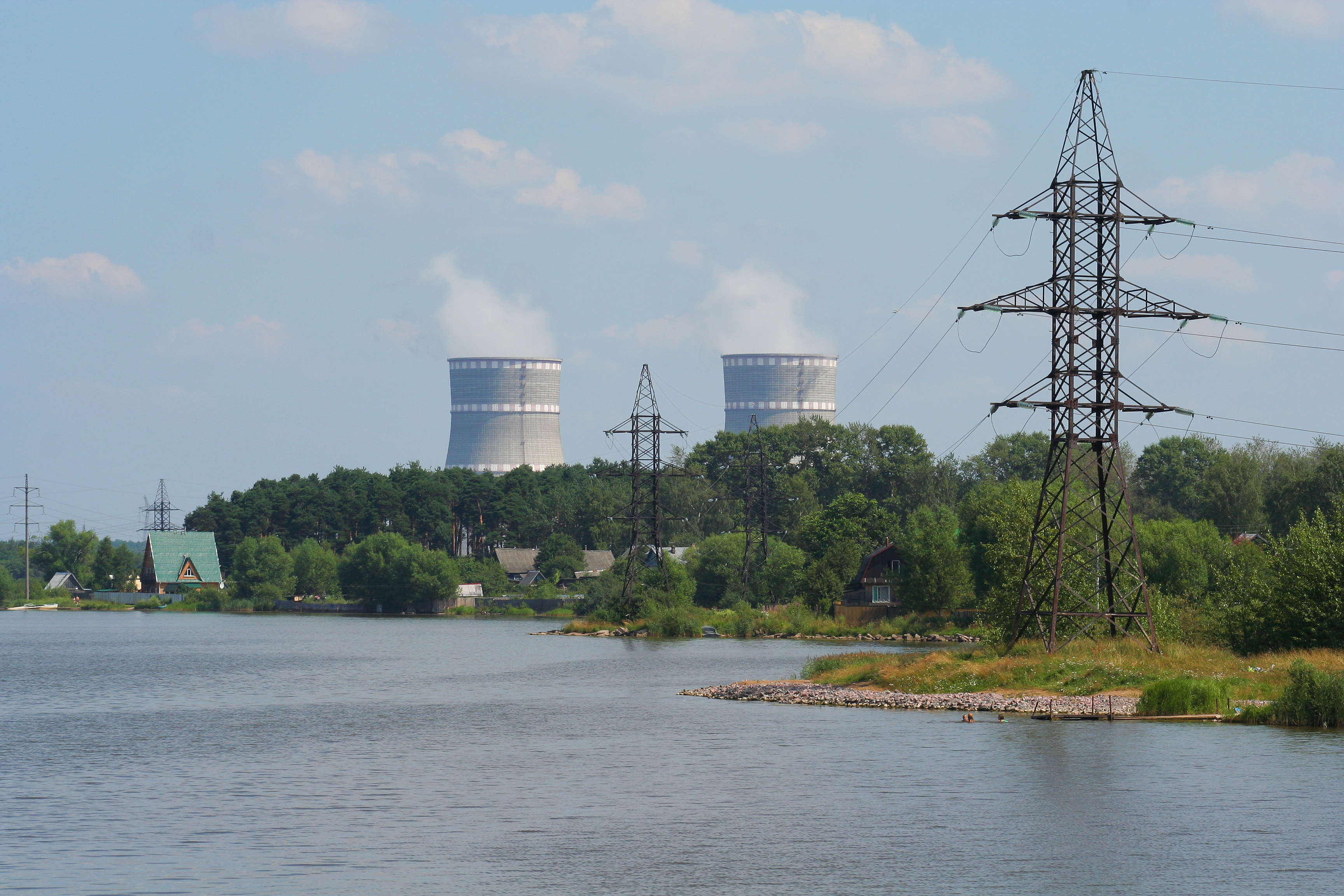
Kerncentrale Kalinin
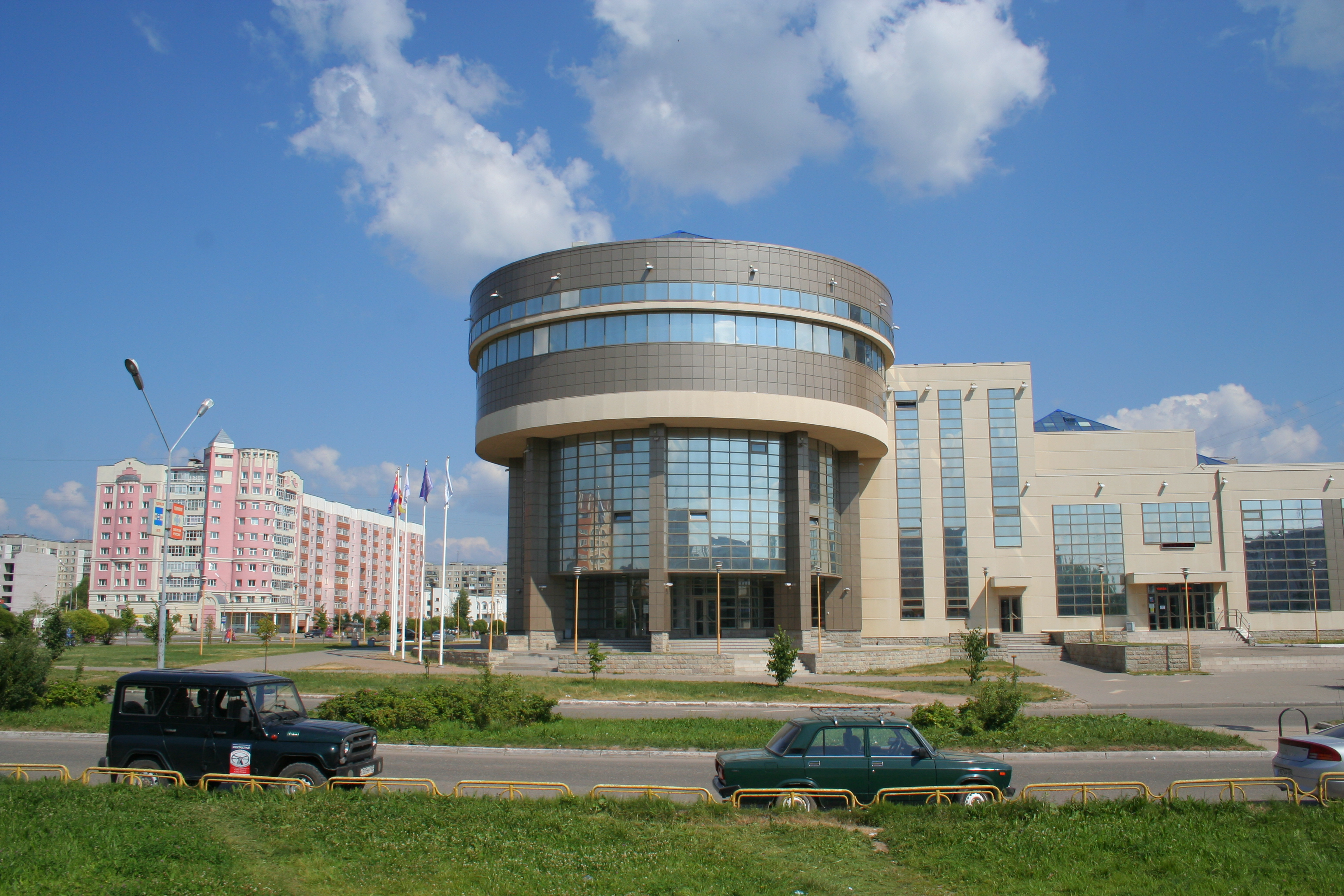
Informatiecentrum van Kerncentrale Kalinin
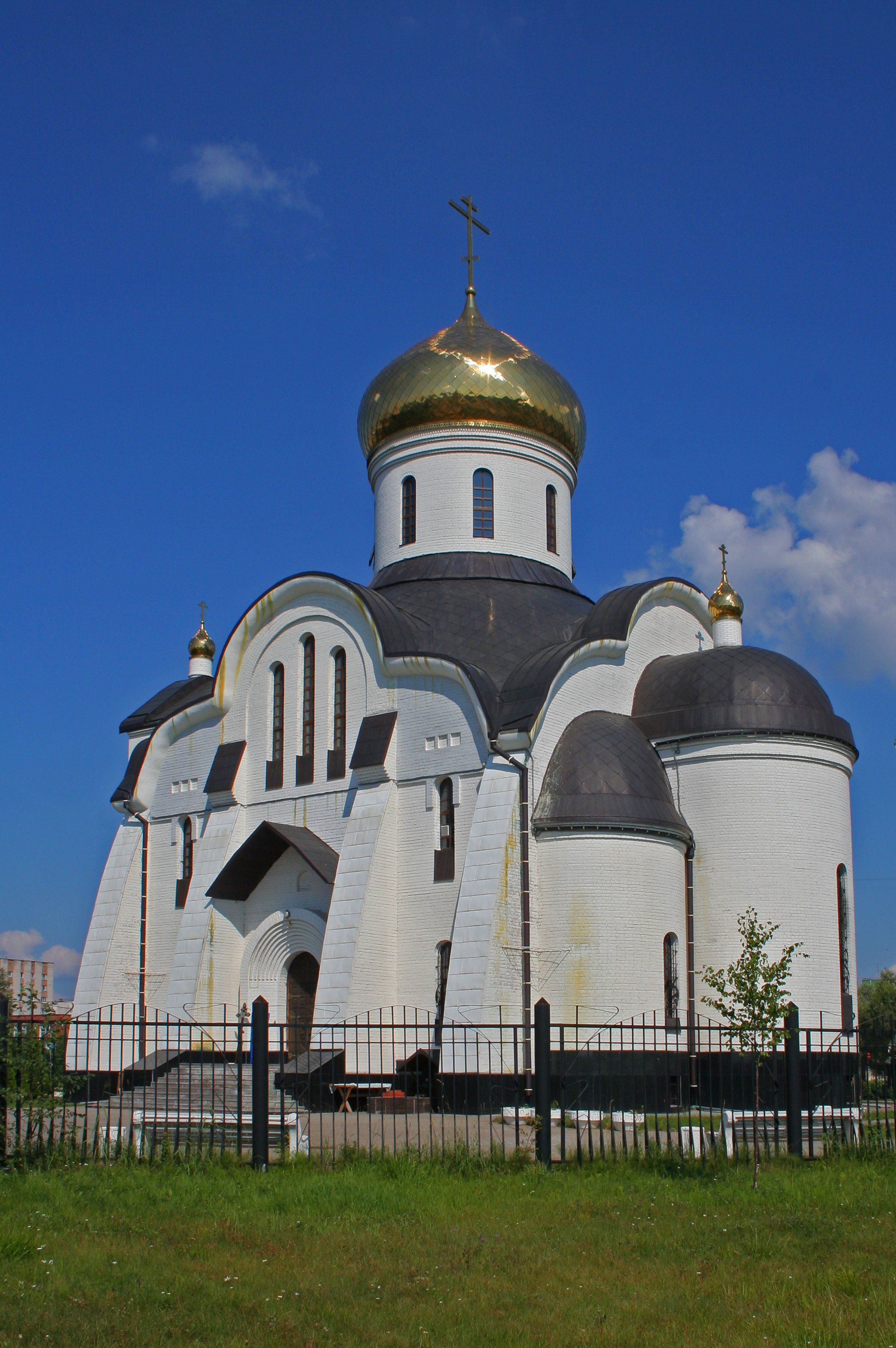
Kathedraal in Oedomlja
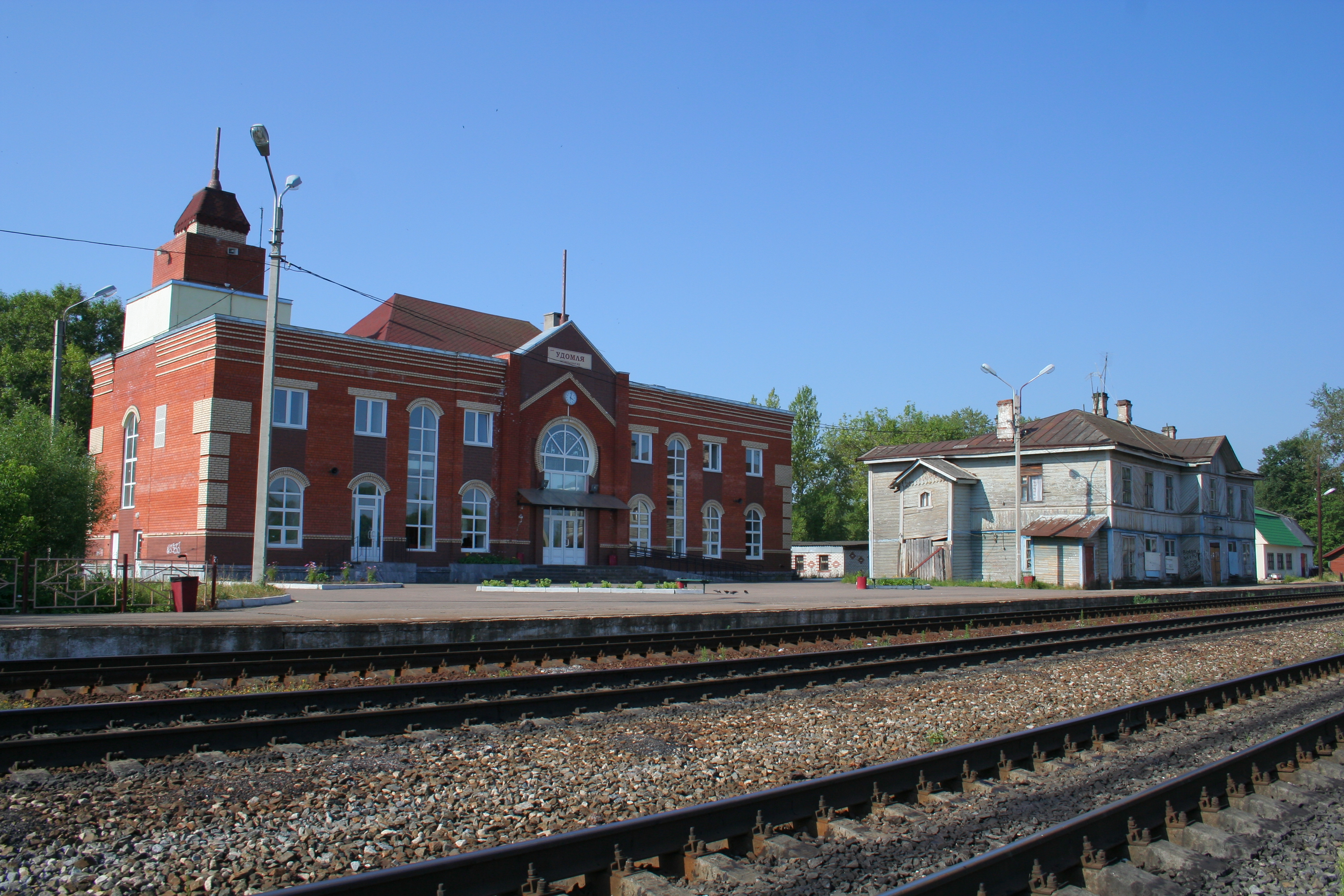
Het station en stationsgebouw in Oedomlja
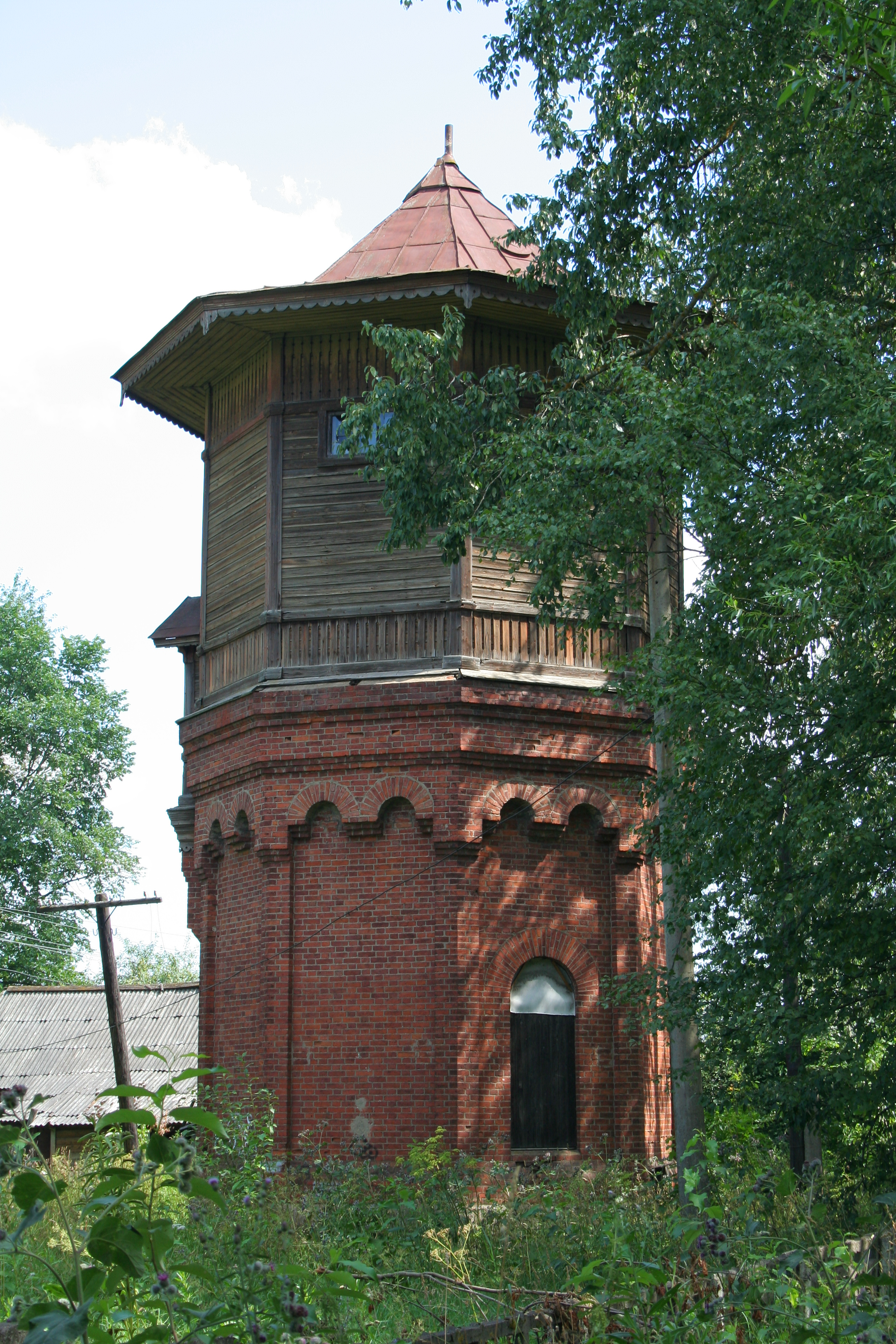
Watertoren van het station

Bestuurlijk centrum: Tver 

Andreapol · Bezjetsk · Bely · Bologoje · Kasjin · Kaljazin · Kimry · Konakovo · Krasny Cholm · Koevsjinovo · Lichoslavl · Nelidovo · Oedomlja · Ostasjkov · Rzjev · Staritsa · Torzjok · Toropets · Vesjegonsk · Vysjni Volotsjok · Zapadnaja Dvina · Zoebtsov